# Рытовица
Рытовица — река в России, протекает по Великолукскому району Псковской области. Река вытекает из озера Днико и течёт на запад. После впадения Свиры поворачивает на север. Протекает через озёра Орлянка и Круглое, после чего впадает в Ловать. Длина реки составляет 11 км.
В 7 км от устья, по левому берегу впадает река Свира.

## Данные водного реестра
По данным государственного водного реестра России относится к Балтийскому бассейновому округу, водохозяйственный участок реки — Ловать и Пола, речной подбассейн реки — Волхов. Относится к речному бассейну реки Нева (включая бассейны рек Онежского и Ладожского озера).
Код объекта в государственном водном реестре — 01040200312102000022677.